# БАВ-485
БАВ 485 (большой автомобиль водоплавающий 485) — общее название для автомобилей-амфибий производившихся в СССР на:
- «Днепропетровском автомобильном заводе» с 1949 года по 1951 год под обозначением ДАЗ-485 (опытные образцы);
- «1-м государственном автомобильном заводе имени И. В. Сталина» с 1952 года по 1956 год под обозначением ЗИС-485 (первое серийное производство);
- «Московском дважды ордена Ленина, ордена Трудового Красного Знамени автомобильном заводе им. И. А. Лихачёва» с 1956 года по 1959 год под обозначением ЗИЛ-485 (второе серийное производство);
- «Брянском автомобильном заводе» с 1960 года по 1962 год под обозначением ЗИЛ-485А (БАЗ-485) (третье серийное производство)[1][2].

## Назначение
Большой плавающий автомобиль-амфибия БАВ предназначался для перевозки и переправы через широкие водные преграды личного состава, колёсной техники, артиллерийских систем и материальных средств. Использовался при форсировании рек в первой и второй волне десанта, а также при высадке морского десанта с десантных кораблей.

## История создания

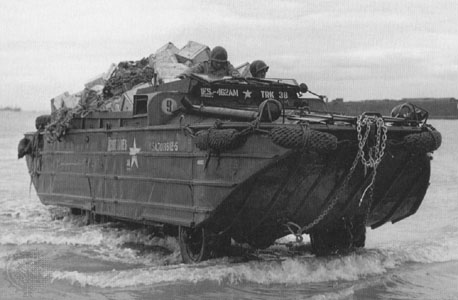
«GMC DUKW-353»

Во время Второй мировой войны при форсировании Свири и Даугавы, в Висло-Одерской операции были использованы американские автомобили «GMC DUKW-353» (имевшие в США прозвище «утка», т. к. аббревиатура DUKW созвучна с английским словом duck), полученные по ленд-лизу в 1944 году. Их применение показало высокую эффективность при наступательных операциях, поскольку на них можно было форсировать водные преграды сходу, перебрасывая солдат и технику на другой берег, и не наводить понтонные и временные мосты под огнём противника.
Убедившись в целесообразности использования данного типа автомобиля, руководство Государственного комитета обороны в рамках послевоенного технического перевооружения Советской Армии выдало для министерства автотракторной промышленности СССР тактико-техническое задание на разработку аналога американского GMC DUKW-353. Разрабатываемый грузовой автомобиль-амфибия получил название БАВ — большой автомобиль водоплавающий.

Изначально планировалось передать дальнейшую разработку на «1-й государственный автомобильный завод имени И. В. Сталина» но, из-за большой загрузки завода, так как там шла работа по ЗИС-150, ЗИС-151, БТР-152 и другим проектам, было предложено поручить эту работу «Днепропетровскому автомобильному заводу» (ДАЗ). На ДАЗе приступили к рабочему проектированию в конце 1948 года. В задачи амфибии входили: перевозка личного состава и техники при форсировании водных преград.

После изучения двух американских «GMC DUKW-353» и анализа имеющихся в производстве узлов и агрегатов было принято решение использовать часть узлов и агрегатов от автомобилей ГАЗ-63 и ЗИС-151, бронетранспортёра БТР-152, а часть сконструировать и производить самим. В рабочую группу вошли: главный конструктор ДАЗ В. А. Грачёв, ведущий конструктор Л. А. Берлин, конструктор двигателей внутреннего сгорания С. И. Тяжельников, конструктор трансмиссий А. Х. Лефаров, конструкторы по кузовам Б. Т. Комаревский и С. С. Киселёв. За испытания отвечал Ю. С. Палеев. 

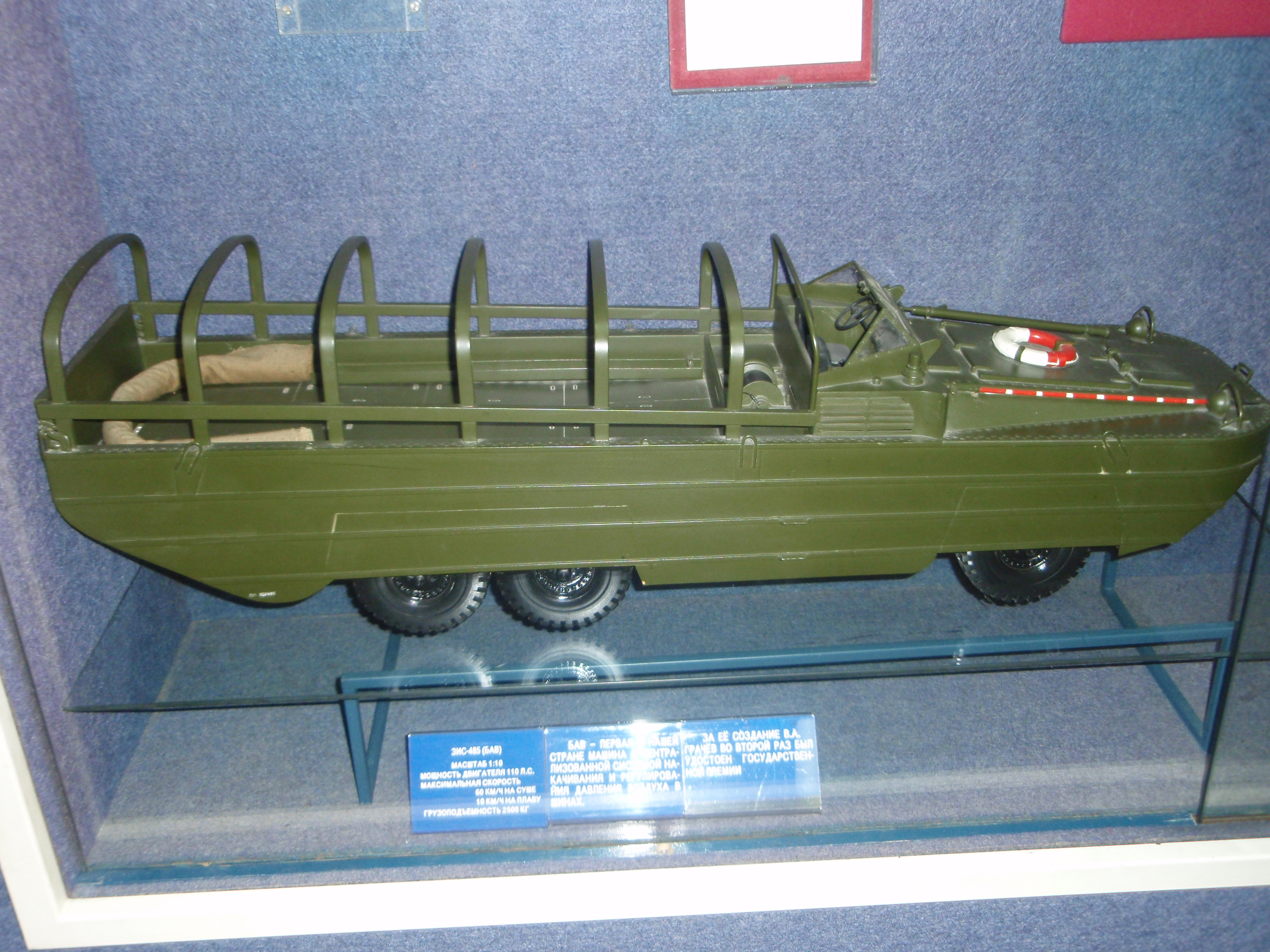
Модель БАВ 485 в Государственном Политехническом музее, г. Москва

Для опытных испытаний были построены два образца. Первый опытный образец ДАЗ-485 БАВ был готов в августе 1950 года. И первые же испытания амфибии под управлением главного конструктора Виталия Андреевича Грачёва прошли ночью на Днепре. Эти испытания прошли на оценку «отлично». К сентябрю 1950 года была готова вторая опытная амфибия. С июля по сентябрь 1950 года обе амфибии прошли полный цикл заводских ходовых испытаний состоящих из нескольких этапов: пробный пробег прошёл по маршруту Днепропетровск – Запорожье, при этом осуществляя продолжительные заплывы по Днепру; следующий этап был проведён с 23 по 25 сентября по маршруту Днепропетровск – Жданов (ныне Мариуполь) – Мелитополь – Никополь – Днепропетровск; с 26 по 30 сентября до Одессы через Николаев; в октябре 1950 года провели большой испытательный пробег по маршруту Каховка – Евпатория –  Ялта – Феодосия – Керчь – Тамань – Анапа – Темрюк и обратно. Весной 1951 года были проведены межведомственные испытания, прошедшие под Выборгом, около Юхолонмяки. Во время испытаний в Крыму при форсировании Керченского пролива поднялся сильный шторм; сопровождающим катерам типа «морской охотник» запретили выходить в море для сопровождения испытаний, и амфибия под управлением Грачёва переплыла пролив, тогда ещё полностью не очищенный от мин и затонувших кораблей, и выехала на сушу благополучно. По результатам испытаний в апреле 1951 года Б. Т. Комаревский, Г. М. Григорьев, Г. В. Сафронов, И. И. Тхор, В. А. Грачёв были удостоены Сталинской премии, а БАВ был рекомендован к серийному производству.

В 1951 году БАВ 485 был принят на вооружение и заказан для ВС СССР. В заводском цехе мелких серий создали задел для первых 10 амфибий опытной партии и начали подготовку оснастки к серийному производству под обозначением ДАЗ-485. Но в связи с выходом 9 мая 1951 года постановления совета министров СССР № 1528-768, и подготовки его к выпуску ракеты-носителя ядерных боеголовок Р-1, запуск серийного производства пришлось остановить. В июле 1951 года Грачёв вместе с частью конструкторов и инженеров ДАЗа были переведены на «1-й государственный автомобильный завод имени И. В. Сталина» (ЗИС), также на ЗИС передали два опытных образца со всей документацией, причём на одном из них Грачёв переехал в Москву с семьёй и всем имуществом. Виталий Андреевич был назначен на должность заместителя главного конструктора. К августу 1951 года на заводе было сформировано специальное бюро «485», а во всех цехах были организованы участки по выпуску деталей и узлов. Для ускорения процесса выпуска амфибий было принято решение о производстве корпусов на заводе № 586 (бывший ДАЗ). В июле 1952 года с конвейера сошли первые четыре серийные амфибии под обозначением ЗИС-485. До конца 1952 года были выпущены 100 амфибий с корпусами, изготовленными на заводе № 586. С 1953 года амфибии начали поступать в войска. В 1953 году собрали 270 амфибий, с этого же года ведущим конструктором проекта стал С. Т. Деев.
В октябре-ноябре 1953 года были выбраны две случайные серийные амфибии для проверки надёжности и соответствия стандартам. Гос. испытания прошли по маршруту Москва – Сталинград (сейчас Волгоград) – Астрахань – Грозный – Баку – Тбилиси – Батуми – Краснодар – Новороссийск – Крым – Одесса – Киев – Минск – Москва общей продолжительности около 10000 км. Часть испытаний проходила на реках Волга, Кубань и Днестр. Гос. испытания были признаны успешными и получено добро на дальнейшее их производство. С 1954 года темп ежегодного производства составил примерно по 285 амфибий. Некоторые ЗИС-485 были вооружены 12,7-мм-вым зенитным пулемётом, установленным в передней части грузового отсека.
26 июня 1956 года «1-й государственный автомобильный завод имени И. В. Сталина» по постановлению ЦК КПСС и СМ СССР № 865 сменил имя на «Московский дважды ордена Ленина, ордена Трудового Красного Знамени автомобильный завод им. И. А. Лихачёва» (ЗИЛ), с этого момента БАВ выпускался как ЗИЛ-485.

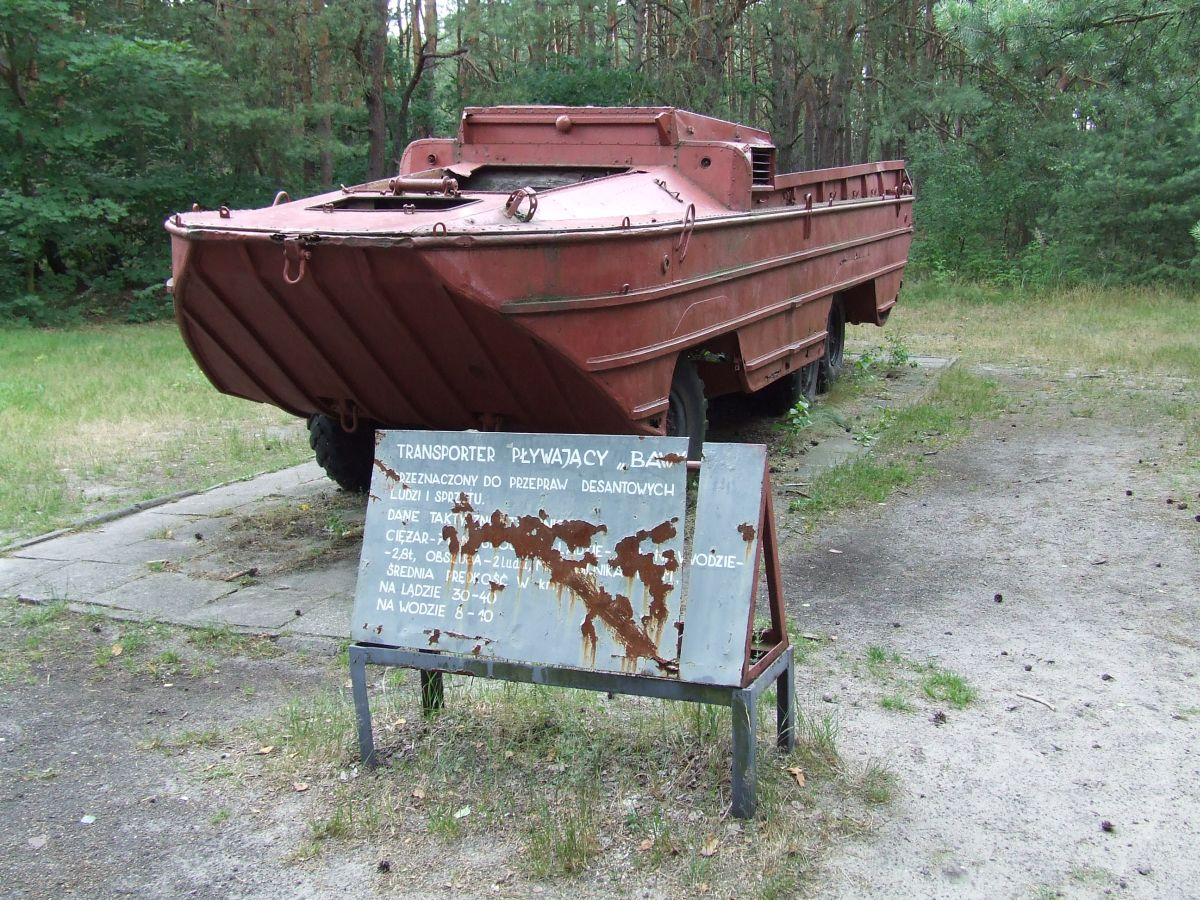
ЗИЛ-485А

Проектирование усовершенствованной амфибии, которая вобрала в себя все наработки, началась с конца 1956 года. В апреле 1957 года были собраны два опытных образца, получившие обозначение БАВ 485А. С мая по ноябрь 1957 года они прошли испытания на суше и воде.
В сентябре 1958 года началось серийное производство амфибий под обозначением ЗИЛ-485А. В середине 1959 года из-за высокой загрузки столичного завода серийный выпуск решено было перенести на Брянский автомобильный завод (БАЗ). 30 декабря 1959 года на ЗИЛе сошла с конвейера последняя амфибия. Всего на ЗИЛе собрали 2005 штук. Сборка амфибий на БАЗе началась 10 января 1960 года также под обозначением ЗИЛ-485А, так как марка «БАЗ» держалась в секрете. С конвейера БАЗа сошли всего 24 амфибии, последняя – в конце 1962 года.
ЗИЛ-485Б – дальнейшее развитие амфибии. Первый опытный образец появился в  январе 1960 года. Он получил новую 5-ступенчатую синхронизированную коробку передач, удлинённые передние рессоры, модернизированное однодисковое сцепление, усиленную раму, новую коробку отбора мощности и новый теплообменник. По ряду причин данная модификация в серию не пошла. Для нужд народного хозяйства на базе ЗИЛ-485А была разработана траулер-амфибия УРОМ-2, она могла использоваться для нужд рыболовецких бригад, производилась штучно.
С конца 60-х – начала 70-х годов на вооружение Советской армии стали поступать новейшие образцы амфибийной техники. С их появлением ушла сильная необходимость в массовом использовании БАВ, и производство было прекращено, а Брянский завод стал производить иную военную продукцию. В 1970-х годах в городе Горьком был построен четырёхосный транспортёр ГАЗ-44, превосходивший своей грузоподъёмностью днепропетровско-московско-брянскую амфибию, но он не был запущен в серийное производство. На этом программа БАВ была закрыта.

## Конструкция

### Корпус

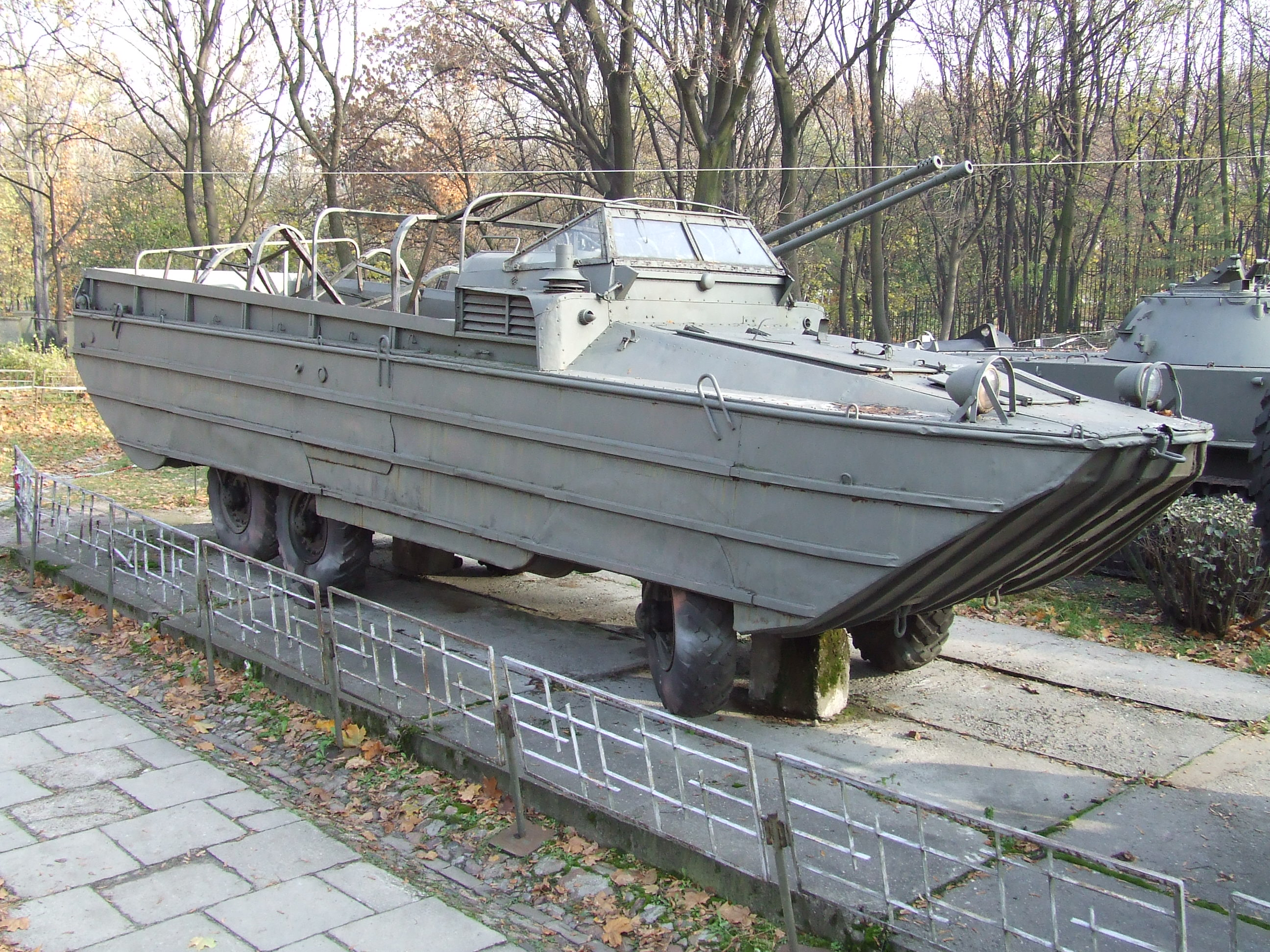
ЗИС-485 в Музее Войска Польского в Варшаве

Конструкция корпуса БАВ 485 аналогична конструкции американской амфибии «GMC DUKW-353», водонепроницаемая стальная, сварная. Элементы амфибии носили не автомобильные, а корабельные названия. Капот — палуба; место водителя и командира — рубка; настил пола — пайола (сделаны из бакелитизированной фанеры), полости под пайолами рубки и грузовой платформы — трюм. Ручной насос, спасательный круг и багор, закреплённые на палубе — шкиперское имущество. Корпус состоит из трёх отсеков: носовой, центральный и кормовой. В днище корпуса сделаны: ниши для колёс, мостов, гребного винта; туннели для карданов и привода водяного руля. Для откачки воды из корпуса амфибия оборудована двумя насосами: центробежным, производительности 300 л/мин; и вихревым, производительности 150 л/мин. Оба насоса приводятся цепью от вала гребного винта. Их работа могла обеспечить плавучесть при суммарной площади пробоин до 500 см² В трюме кормы размещались два топливных бака общей ёмкости 240 л. Габаритные размеры амфибии: длина 8,6 м, ширина 2,07 м, высота 2,64 м, масса 7,15 т, а с грузом и экипажем около 9 тонн.

#### Носовой отсек
Носовой отсек – это герметизируемое моторное отделение с установленным шестицилиндровым двигателем ЗИС-123 (модель 485) от БТР-152. Двигатель рабочего объёма 5,55 л имел мощность 112 л.с., нижнее расположение клапанов, степень сжатия 6,5 и карбюратор типа К-84 падающего потока, с двумя смесительными камерами и ограничитель оборотов на 3100 об/мин. Двигатель мог работать на бензине марки А-70 или Б-70. Для слива масла из картера двигателя были предусмотрены вывинчивающиеся пробки в днище. Носовой отсек сверху прикрывался палубой с двумя люками, фарами, приёмником дополнительного воздухопротока и шкиперским имуществом. Задний люк открывал доступ к моторному отделению, а передний – к системе охлаждения. Для охлаждения двигателя при движении по суше служили воздухопротоки и люк в палубе, через которые воздух поступал в радиатор; на воде — теплообменник, охлаждаемый забортной водой. Три верхние серьги в носовой части служили для буксировки амфибии по суше и воде.

#### Центральный отсек
В центральном отсеке находилась рубка, в которой размещались все контрольные приборы и органы управления, два сиденья для водителя и командира со съёмными подушками из непотопляемого материала. На рубке устанавливалось складывающееся вперёд ветровое стекло. Пайола рубки съёмная для доступа в трюм. В средней части днища слева находился кингстон — клапан для приёма или слива воды. Амфибия комплектовалась запасным механическим насосом (помпой) для аварийной откачки воды. Амфибия имела лебёдку, размещённую за рубкой под грузовой платформой, с тяговым усилием на крюке 44,1 кН (4500 кгс) с диаметром троса 13 мм и длиной 60 м. Лебёдка выдавала трос в сторону кормы. Привод лебёдки был от базового двигателя и мог обеспечить самовытаскивание при застревании. Рубка и грузовой отсек отапливались и могли накрываться сверху брезентовым тентом на дугах.

#### Кормовой (грузовой) отсек
Третьим отсеком являлась грузовая платформа площади 10,4 м². Для облегчения погрузки и выгрузки грузов, людей и техники амфибия снабжалась задним откидным бортом и колейными трапами. Под съёмными пайолами платформы, уложенными на раму (в трюме), располагались: ящик ЗИП, привод водяного руля, кожух запасного колеса. Также в трюм мог укладываться груз в мешках или ящиках, что понижало центр тяжести и уменьшало шанс опрокидывания. В днище корпуса имелись 6 отверстий, закрытых пробками, для слива масла из систем амфибии. В кормовой части устанавливались топливные баки и буксирный прибор. Грузовая платформа сверху закрывалась съёмным брезентовым тентом. На торце платформы мог устанавливаться грузовой кран.

### Ходовая часть и трансмиссия

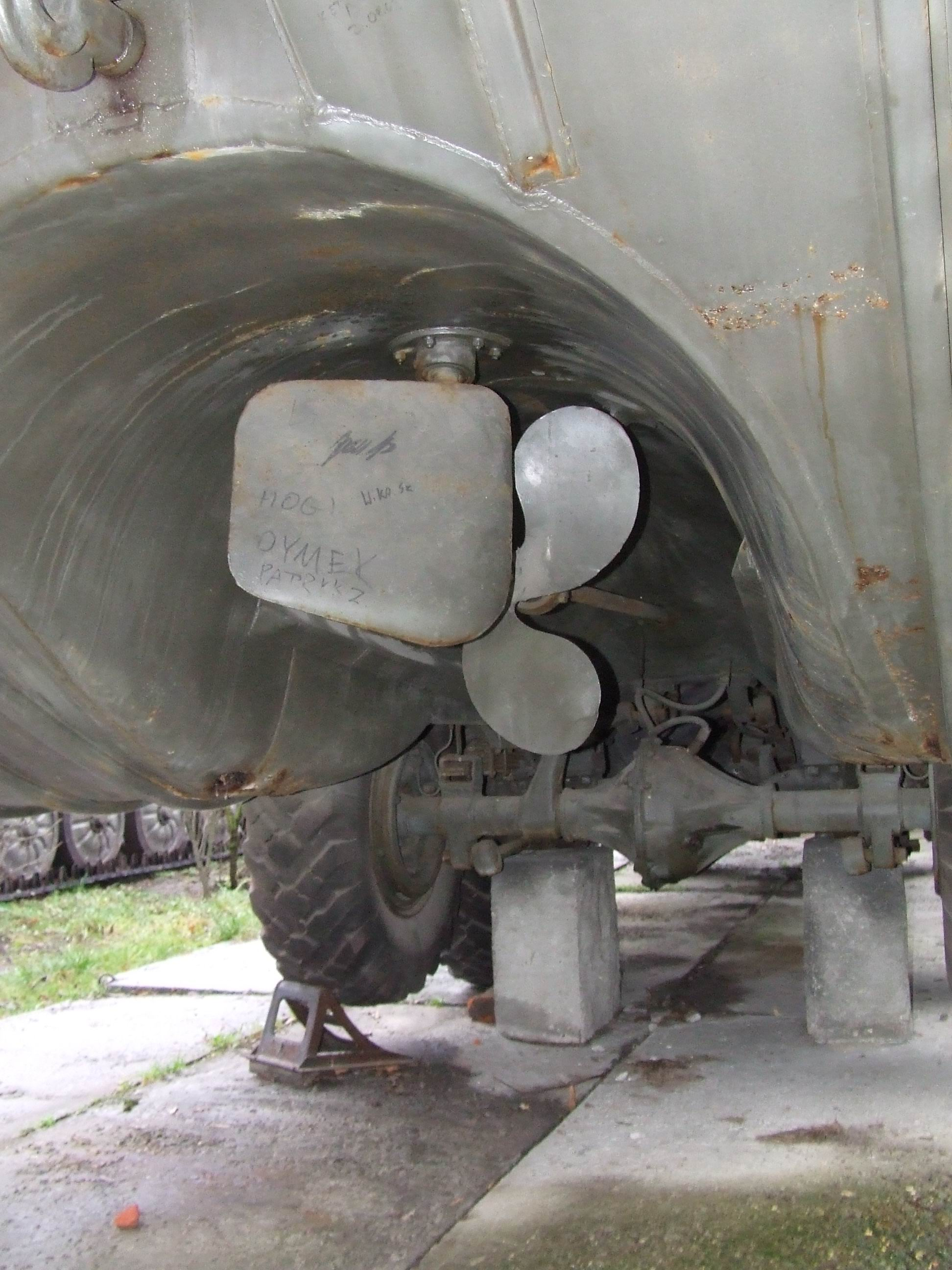
Винто-рулевая группа БАВ ЗИС-485

В основе конструкции лежала значительно доработанная лонжеронная рама, интегрированная в корпус от трёхосного грузового автомобиля ЗИС-151, со всеми ведущими колёсами. На неё крепился двигатель, специальные агрегаты, ходовая часть и грузовая платформа с герметизируемым откидным задним бортом.
Подвеска БАВ 485 зависимая, с установленными спереди двумя продольными полуэллиптическими рессорами, с двумя гидравлическими рычажно-поршневыми амортизаторами двухстороннего действия. Сзади такие же рессоры на балансирной тележке с реактивными штангами.
5-ступенчатая коробка передач, три одноступенчатые конические главные передачи со спиральными зубьями (по одной на каждый ведущий мост), система подвески и рулевой механизм (глобоидальный червяк с трёхгребневым роликом без гидроусилителя) заимствованы у ЗИС-151.
2-дисковое сцепление сухого трения, 2-ступенчатая раздаточная коробка и гидроамортизаторы двойного действия заимствованы у БТР-152.
Рабочий тормоз с барабанным механизмом и пневмогидравлическим приводом на всех колёсах. Механический ленточный стояночный тормоз, действующий только на задние колёса, и отопитель салона заимствованы у ГАЗ-63.
Односкатные дисковые колёса с разъёмным ободом и шинами низкого давления размерности 11,00-18", с протектором «прямая ёлка», крепились к ступицам при помощи шести шпилек. Давление воздуха в шинах могло регулироваться через централизованную систему от 0,35 МПа (3,5 кгс/см²) для дорог общего пользования до 0,07 МПа (0,7 кгс/см²) для преодоления сложных участков. Колея колёс составляла 1620 мм.
Запас хода по топливу составляет 570-690 км по суше или 70 км по воде. Максимальная скорость на асфальте 73 км/ч; по пересечённой местности до 40 км/ч; по воде до 10,7 км/ч. Движение машины на плаву осуществлялось за счёт вращения трёхлопастного гребного винта диаметра 635 мм, крутящий момент на него передавался от коробки отбора мощности, заимствованной у пожарных автомобилей, через трёхсекционный карданный вал с двумя промежуточными опорами и гребной вал. Всего в трансмиссии было установлено девять карданных валов. Винт мог включаться одновременно с приводом колёс и лебёдки, что повышало возможности машины при въезде/выезде в воду и движении по мелководью. За поворот на воде отвечал балансирный корабельный водяной руль, установленный сразу за гребным винтом и приводившийся в действие тросами от автомобильного рулевого управления переднего моста. Радиус поворота на суше 11,25 м (радиус циркуляции на воде 9 метров). Предельно допустимая для работы амфибии скорость течения реки 3 м/с.

### Электрооборудование
Выполнено по однопроводной схеме с напряжением сети 12 В с «плюсом» на корпусе. Источниками электроэнергии амфибии служили генератор постоянного тока Г15-Б мощности 220 Вт и две 6-вольтовые аккумуляторные батареи 3-СТ-84, соединённые последовательно. Система зажигания двигателя была батарейной. Электрический стартер на 1,32 кВт.

## Грузовые возможности
Большой дорожный просвет позволял двигаться по довольно глубоким колеям, а вес амфибии — свободно проезжать по деревянным мостам в сельской местности. Амфибия способна преодолевать подъёмы без груза крутизны до 32°, с грузом до 29° и двигаться по косогору до 20°. Ров ширины 0,75 м и эскарп с высотой стенки 0,5 м также не были препятствием для амфибии. БАВ 485 может перевозить через водные преграды 28 человек десанта со стрелковым оружием или до 3 т груза, в том числе: пушку калибра до 85 мм с расчётом; 122-миллиметровую гаубицу с расчётом; автомобиль ГАЗ-69 с грузом; ГАЗ-63 без груза. Грузоподъёмность на суше составляла 2,5 т. Для облегчения погрузки задний борт сделан откидным, а для загрузки тяжёлой техники использовались съёмные колейные трапы и установленная в рубке лебёдка. Наличие сцепного устройства под задним бортом позволяло использовать автомобиль как тягач.

## Модернизация
В конечном проекте улучшению подверглись почти все узлы и агрегаты. Двигатель был взят с ЗИЛ-157 мощности 122 л.с., 2-дисковое сцепление заменили однодисковым, увеличили передаточное число второй передачи в раздаточной коробке (1,44 вместо 1,24); установили синхронизированную коробку передач и новую отдельно расположенную реверсивную коробку отбора мощности для привода винта и лебёдки; заменили телескопические амортизаторы в передней подвеске на новые. Шины заменили на И-111, более крупные и мягкие, с рисунком протектора «косая ёлка», размерности 12,00-18" от ГАЗ-66, установили скрытую систему внутренней подкачки шин через сверления в цапфах колёс, плавающие головки с уплотнениями, размещёнными внутри ступицы с подводом воздуха через гибкие шланги, что снизило вероятность их повреждения. Запасное колесо перенесли на грузовую платформу (изначально оно было в нише в правом углу). Были применены усиленные ведущие мосты (6x6) с расширенной колёсной колеёй на 130 мм и увеличенным дорожным просветом на 27 мм, повысили надёжность задней подвески. Привод основного тормоза был заменён: вместо пневмогидравлического сделан пневматический; усовершенствовали тормозной кран. Сделали новый стояночный тормоз, блокировавший раздаточную коробку. Аккумуляторные батареи 3-СТ-84ПД заменены на 3-СТЭ-135 увеличенной ёмкости. Изменили полярность, заведя на корпус «минус» вместо «плюса», что обеспечило возможность запитки армейских радиостанций от электрооборудования амфибии. После усовершенствований габариты увеличились до: 9540×2485×2780 мм по тенту платформы.

## Сравнительная характеристика
|                          | GMC DUKW-353                      | ЗИС-485                           | ЗИЛ-485А                          | ЗИЛ-485Б                 |
| ------------------------ | --------------------------------- | --------------------------------- | --------------------------------- | ------------------------ |
| Фото                     |                                   |                                   |                                   |                          |
| Года производства        | 1941-???? годы                    | 1952-1959 годы                    | 1960-1962 годы                    | Серийно не производился  |
| Базовая модификация      | Нет данных                        | ЗИС-151                           | ЗИЛ-157                           | ЗИЛ-131                  |
| Колёсная формула         | 6×6                               | 6×6                               | 6×6                               | 6×6                      |
| Двигатель                | GMC (4,4 л) 91,5 л.с.             | ЗИС-123 (5,5 л) 112 л.с.          | ЗИЛ-157 (5,5 л) 122 л.с.          | ЗИЛ-157 (5,5 л) 122 л.с. |
| Длина                    | 9,45 м                            | 8,6 м                             | 9,54 м                            | 9,54 м                   |
| Ширина                   | 2,49 м                            | 2,07 м                            | 2,48 м                            | 2,48 м                   |
| Высота                   | 2,69 м                            | 2,64 м                            | 2,78 м                            | Нет данных               |
| Масса                    | 4,9 т                             | 7,15 т                            | 7,4 т                             | Нет данных               |
| Колёсная колея           | 1616 мм                           | 1620 мм                           | 1750 мм                           | 1750 мм                  |
| Полная снаряжённая масса | 6,5 т                             | 9,05 т                            | 9,4 т                             | Нет данных               |
| Грузоподъёмность         | 2250 кг                           | 2900 кг                           | 3050 кг                           | Нет данных               |
| Запас хода, км           | 354 км (по суше), 80 км (по воде) | 690 км (по суше), 70 км (по воде) | 650 км (по суше), 70 км (по воде) | Нет данных               |

## Эксплуатация

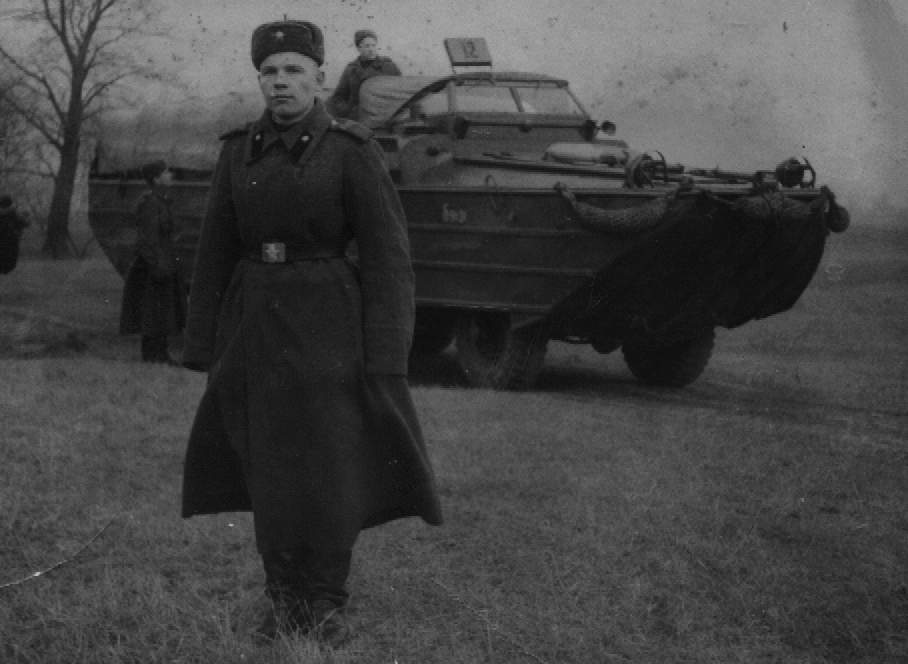
БАВ из состава 482 опдесб, г. Магдебург.

БАВ 485 / БАВ 485А получил широкое распространение в рядах Советской армии, в том числе состоял на вооружении отдельных переправочно-десантных батальонов (по 20 амфибий в роте). Амфибии стояли на вооружении ещё до 70-х годов, но почти полностью исчерпали себя, и в войсках стали активно заменяться на К-61, ПТС, БТР-60, БМП-1 с середины 60-х годов. В 70-80-е годы предпринимались попытки использовать БАВы для спасательных служб. Когда их срок службы заканчивался, амфибии отправляли для использования в народном хозяйстве, где их эксплуатировали до 90-х годов.

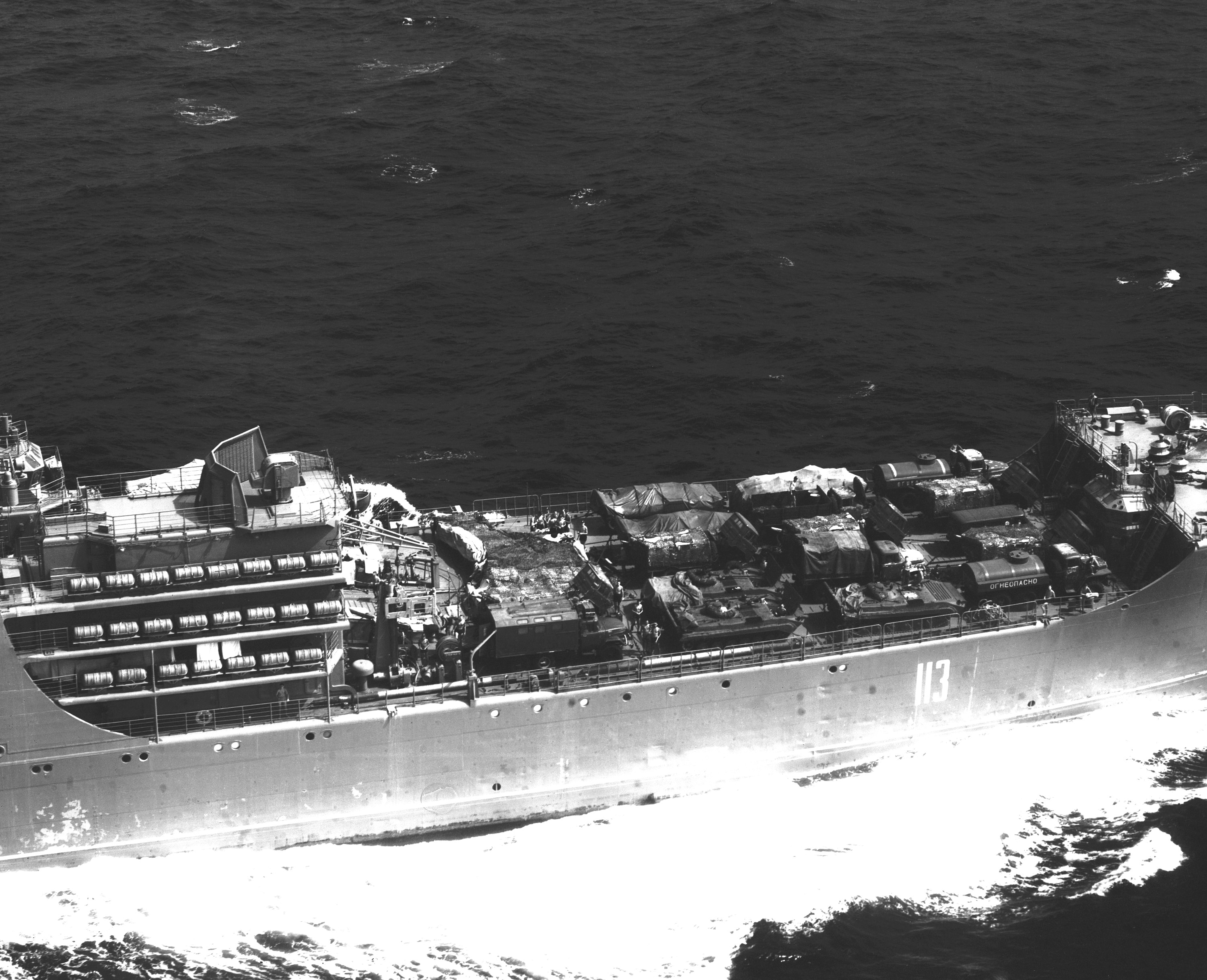
На борту БДК «Иван Рогов» видны две амфибии ЗИС-485 под чехлами

Стоящий в музее БАВ долгие годы служил на полигоне ЗИЛа автомобилем технической помощи, обеспечивая испытания новых образцов техники. Для поддержания его в исправном состоянии использовали двигатель и агрегаты от грузовика ЗИЛ-157КД.
БАВ 485, неся службу в рядах Советской армии, зарекомендовал себя как надёжная и простая в обращении техника. Став в истории развития советского автомобилестроения площадкой для испытания и внедрения новых систем и механизмов. Именно этот тип амфибий положил начало тому, что на всех последующих образцах военной и гражданской колёсной техники повышенной проходимости стали применяться односкатные колёса, одинакового типоразмера на передней и задней осях с системой регулировки давления в шинах воздуха.

## Музейные экспонаты
- Музейный комплекс УГМК, г. Верхняя Пышма Свердловской области.
- Музей Войска польского, г. Варшава.

### Видео
- Амфибия ЗИС-485 БАВ на YouTube
- Военные автомобили ЗИС-485, военная техника СССР на YouTube
- ЗИС/ЗИЛ-485 (БАВ) на YouTube